# Bahnhof Pétange

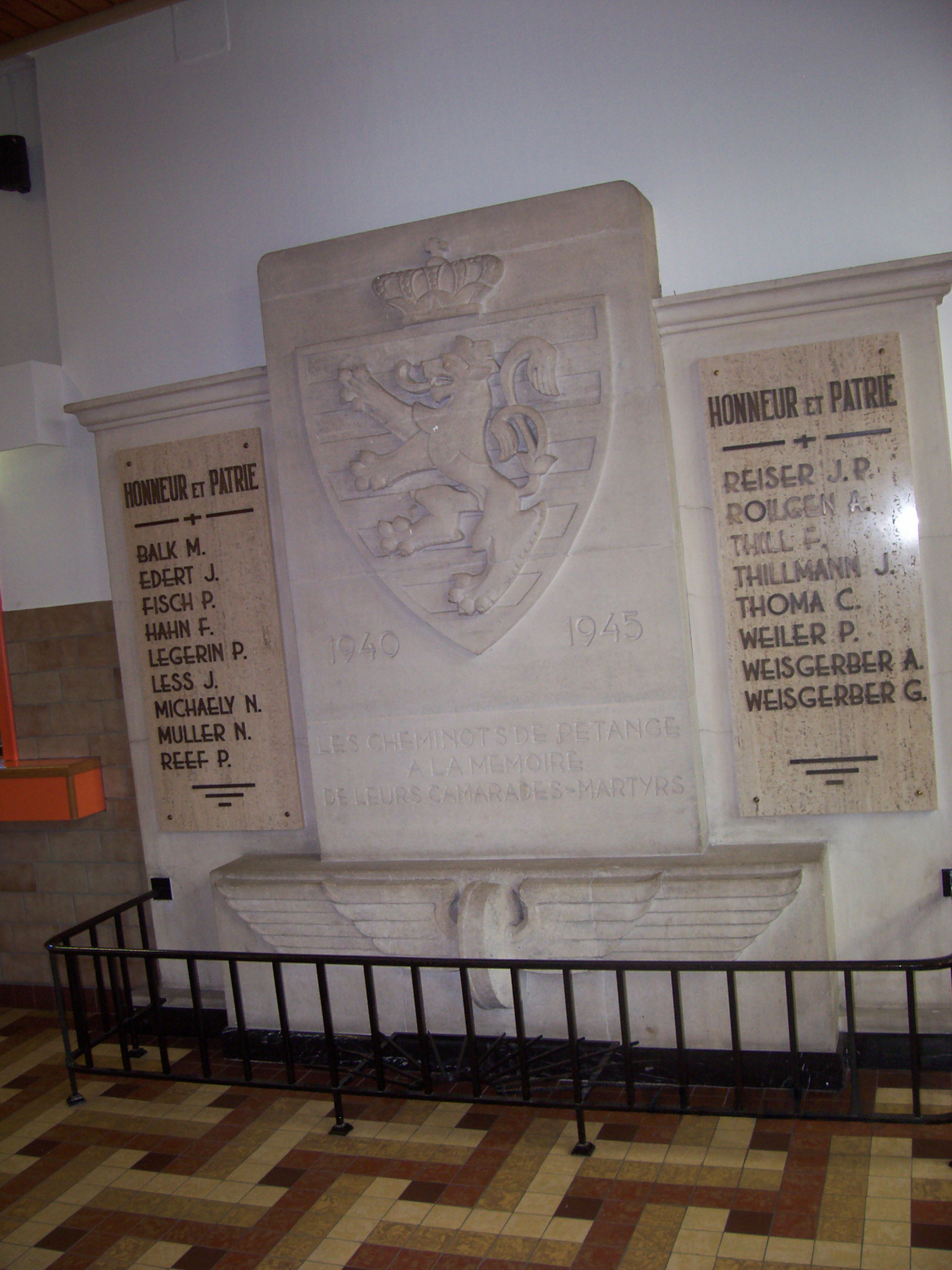
Denkmal im Bahnhof für Bahnarbeiter während des Zweiten Weltkrieges

Der Bahnhof Pétange liegt in der Gemeinde Petingen in Luxemburg. Des Weiteren befindet sich auf dem Gelände auch eine Ausbesserungswerkstatt von CFL technics. Zudem existierte in Pétange ein Rangierbahnhof, dessen Ablaufberg 2005 außer Betrieb genommen wurde und dessen Gleise seitdem nur noch als Abstellgleise dienen.
Der Bahnhof verfügt über zwei Bahnsteige und wird von RE und RB der CFL bedient. Nach Luxemburg besteht ein Halbstunden-Takt mit REs und RBs. Des Weiteren bestehen Anschlüsse nach Longwy, Athus, Longuyon und nach Metz über Differdange und Thionville.

## Geschichte
Der Bahnhof war betriebliches Zentrum der Luxemburgischen Prinz-Heinrich-Eisenbahn- und Erzgrubengesellschaft. Der Bahnhof ist auch Anfangspunkt der Museumsbahn Train 1900 nach Fond-de-Gras.